# Vazduhoplovno inženjerstvo
Vazduhoplovno inženjerstvo je primarno polje inženjerstava koje sa bavi razvojem vazduhoplova i svemirskih letelica. Dve glavne i preklapajuće grane su: vazduhoplovno i astronautičko inženjerstvo. Avionsko inženjerstvo je slično, ali se bavi elektronskim aspektima vazduhoplovnog inženjerstva.
„Aeronautičko inženjerstvo” bio je prvobitni termin za ovo područje. Kako je tehnologija letenja napredovala i počela da obuhvata letelice koja operišu u svemiru, širi pojam „vazdušnokosmičko inženjerstvo” ušao je u uobičajenu upotrebu. Vazduhoplovstvo, posebno astronautička grana, često se u kolokvijalno nazivaju „raketna nauka”.

## Pregled
Letačka vozila su podvrgnuta zahtevnim uslovima poput onih izazvanih promenama atmosferskog pritiska i temperature, sa strukturnim opterećenjima koja deluju na delove vozila. Zbog toga se ona obično proizvode učešćem različitih tehnoloških i inženjerskih disciplina, uključujući aerodinamiku, propulziju, avioniku, nauku o materijalima, strukturnu analizu i proizvodnju. Interakcija između ovih tehnologija poznata je kao vazduhoplovno inženjerstvo. Zbog složenosti i broja uključenih disciplina, vazduhoplovno inženjerstvo izvode timovi inženjera, od kojih svaki ima svoju specijalizovanu oblast stručnosti.

## Istorija
Poreklo vazduhoplovnog inženjerstva može se pratiti od pionira vazduhoplovstva s kraja 19. do početka 20. veka, iako delo ser Džordža Kejlija datira iz poslednje decenije 18. do sredine 19. veka. Jedan od najvažnijih ljudi u istoriji vazduhoplovstva i pionir u vazduhoplovnom inženjerstvu, Kejli je zaslužan kao prva osobu koja je razdvojila sile dizanja i vuče, a koje utiču na svako vazdušno vozilo.
Rana znanja iz vazduhoplovnog inženjerstva bila su uglavnom empirijska, sa nekim konceptima i veštinama iz drugih grana tehnike. Naučnici iz 18. veka shvatili su neke ključne elemente, poput dinamike fluida.
U decembru 1903. godine, braća Rajt izveli su prvi kontinuirani, kontrolisani let napajanog aviona težeg od vazduha, u trajanju od 12 sekundi. Tokom 1910-ih se vazduhoplovno inženjerstvo razvilo kroz dizajn vojnih aviona Prvog svetskog rata.
Kao odgovor na to što je SSSR lansirao prvi satelit, Sputnjik, u svemir 4. oktobra 1957. godine, američki vazduhoplovni inženjeri lansirali su prvi američki satelit 31. januara 1958. Nacionalna uprava za vazduhoplovstvo i svemir osnovana je 1958. godine kao odgovor na Hladni rat. Godine 1969, pomoću Apola 11 sprovedena je prva svemirska misija sa posadom na Mesecu. Moglo se videti kako su tri astronauta ušla u orbitu oko Meseca, dok su dvojica, Nil Armstrong i Baz Oldrin, posetili mesečevu površinu. Treći astronaut, Majkl Kolins, ostao je u orbiti da bi se sastao sa Armstrongom i Oldrinom nakon njihovog povratka.
Važna inovacija je obelodanjena 30. januara 1970, kada je Boeing 747 izvršio prvi komercijalni let iz Njujorka za London. Ovaj avion je ušao u istoriju i postao poznat kao „Džambo Džet” ili „Vejl” zbog svoje sposobnosti da primi do 480 putnika.
Još jedan značajan razvoj u vazduhoplovnom inženjerstvu dogodio se 1976. godine, razvojem prvog putničkog nadzvučnog aviona, Konkorda. O razvoju ove letelice Francuzi i Britanci su sklopili sporazum 29. novembra 1962.
Dana 25. oktobra 2007, Airbus A380 izvršio je prvi komercijalni let iz Singapura za Sidnej, Australija. Ovaj avion je bio prvi putnički avion koji je premašio putnički kapacitet Boeinga 747, sa maksimalnih 853 putnika. Iako je razvoj ovog aviona počeo 1988. godine kao konkurent 747, A380 je prvi probni let izveo u aprilu 2005. godine.

## Literatura
- Dharmahinder Singh Chand. Aero-Engineering Thermodynamics.Knowledge Curve, . 2017. ISBN 978-93-84389-16-1. Недостаје или је празан параметар |title= (помоћ).
- E. C. Vivian (октобар 1920). History of Aeronautics.
- Deng, Yinke; Wang, Pingxing (2005). Ancient Chinese Inventions. China Intercontinental Press. ISBN 7-5085-0837-8.
- Ege, L. (1973). Balloons and airships. Blandford.
- Fairlie, Gerard; Cayley, Elizabeth (1965). The life of a genius. Hodder and Stoughton.
- Hallion, Richard P. (2003). Taking Flight:Inventing the Aerial Age, from Antiquity through the First World War. New York: Oxford University Press. ISBN 0195160355.
- Moolman, Valerie (1980). The Road to Kitty Hawk. New York: Time-Life Books. ISBN 9780809432608.
- Needham, Joseph (1965a). Science and Civilisation in China. IV (part 1).
- White, Lynn Townsend, Jr. (пролеће 1961). „Eilmer of Malmesbury, an Eleventh Century Aviator: A Case Study of Technological Innovation, Its Context and Tradition”. Technology and Culture. 2 (2): 97—111. JSTOR 3101411. doi:10.2307/3101411.
- Wragg, D.W. (1974). Flight before flying. Osprey. ISBN 0850451655.
- Celebrating a History of Flight, NASA Office of Aerospace Technology HQ, United States Air Force
- Harry Bruno (1944). Wings over America: The Story of American Aviation.. Halcyon House, Garden City, New York.
- Jourdain, Pierre-Roger (1908), „Aviation In Frances In 1908”, Annual Report of the Board of Regents of the Smithsonian Institution: 145—159, Приступљено 7. 8. 2009
- Hynes, Samuel (1988). Flights of Passage: Reflections of a World War II Aviator. New York: Frederic C.. Beil / Annapolis:Naval Institute Press.
- Post, Augustus (септембар 1910), „How To Learn To Fly: The Different Machines And What They Cost”, The World's Work: A History of Our Time, XX: 13389—13402, Приступљено 10. 7. 2009  Includes photos, diagrams and specifications of many c. 1910 aircraft.
- Squier, George Owen (1908), „The Present Status of Military Aeronautics”, Annual Report of the Board of Regents of the Smithsonian Institution: 117—144, Приступљено 7. 8. 2009 Includes photos and specifics of many c. 1908 dirigibles and airplanes.
- Van Vleck, Jenifer (2013). Empire of the Air: Aviation and the American Ascendancy. Cambridge, MA: Harvard University Press..

## Spoljašnje veze
- Kroo, Ilan. „Aircraft Design: Synthesis and Analysis”. Stanford University. Архивирано из оригинала 23. 2. 2001. г. Приступљено 17. 1. 2015.
- „The Gaston and Albert Tissandier Collection”. Rare Book & Special Collections. Library of Congress. „Publications relating to the history of aeronautics, (1,800 titles dispersed in the collection)”
- Carroll F. Gray. „Flying Machines”.
- Peter Whalley. „History of Flight - Key events”. Knowledge Media Institute. Open University. Архивирано из оригинала 26. 07. 2011. г. Приступљено 21. 09. 2020.
- Julian Rubin. „Wright Brothers' Early Experiments With Kites and Gliders”. Following the Path of Discovery.
- „Historical archive since 1919”. Aerospace Industries Association.
- Carroll F. Gray (август 2002). „The five first flights”. WW1 AERO - The Journal of the Early Aeroplane. Архивирано из оригинала 23. 04. 2015. г. Приступљено 21. 09. 2020.
- Jürgen Schmidhuber (2003). „First Powered Flight - Plane Truth”. Nature (421). стр. 689.
- Richard Harris (децембар 2003). „First Flyers—They're not who you think...”. In Flight USA. Архивирано из оригинала 13. 07. 2011. г. Приступљено 21. 09. 2020.
- Richard P. Hallion (јул 2008). „Airplanes that Transformed Aviation”. Air & space magazine. Smithsonian.
- „American Aviation Heritage” (PDF). National Park Service. март 2011.
- „Transportation Photographs - Airplanes”. Digital Collections. University of Washington Libraries. in the Pacific Northwest region and Western United States during the first half of the 20th century.
- „strut design airplanes”. University of Houston Digital Library. 1911. Архивирано из оригинала 09. 12. 2021. г. Приступљено 21. 09. 2020.
- Michael Maloney (2009). A Dream of Flight (Documentary on the first powered flight by a Briton in Britain, JTC Moore Brabazon, in 1909). Countrywide Productions.